# Sabah Al-Khalid Al-Sabah
Sabah Al-Khalid Al-Sabah (in arabo الشيخ صباح الخالد الحمد الصباح‎?; Al Kuwait, 3 marzo 1953) è un politico e nobile kuwaitiano, principe della corona ed erede dell'emirato del Kuwait.
È il primo principe ereditario a far parte del ramo Al-Hamad degli Al-Sabah e a non essere figlio di un sovrano precedente. Suo cugino di primo grado, Jaber Al-Mubarak Al-Sabah è stato primo ministro del Kuwait dal 2011 al 2019 e suo predecessore in tale carica.
Suo zio materno Misha'al è l'attuale emiro del Kuwait e precedentemente altri tre suoi zii sono stati emiri del paese.

## Biografia

### Primi anni e formazione
Lo sceicco Sabah è nato ad Al Kuwait il 3 marzo 1953. Figlio di Khalid Al-Hamad Al-Sabah e di Moza bint Ahmad Al Sabah, figlia di Ahmad I Al-Jabir Al-Sabah, sceicco sovrano del Kuwait dal 1921 al 1950.
Ha conseguito una laurea in scienze politiche presso l'Università del Kuwait nel 1977. 

### Carriera politica
Sabah ha cominciato la sua carriera nel 1978, entrando a far parte del ministero per gli affari esteri. Dal 1995 al 1998 ha servito come ambasciatore per l'Arabia Saudita. Dal 1998 al 2006 è stato a capo dell'ufficio di sicurezza nazionale. 
Il 22 ottobre 2011 Sabah è diventato sia vice primo ministro che ministro degli affari esteri. Sabah ha sostituito Mohammad Al Sabah come ministro degli Esteri.
Dal 19 novembre 2019 al 19 luglio 2022, Sabah è diventato l'ottavo primo ministro del Kuwait su approvazione dell'emiro dopo le dimissioni del suo predecessore Jaber Al-Mubarak Al-Hamad Al-Sabah. 

### Principe della Corona
Il 1 giugno 2024 è stato nominato principe ereditario del Kuwait. 

## Matrimonio e discendenza
Sabah è sposato con la sceicca Aida bint Salim Al-Sabah, sua doppia cugina di terzo grado. La coppia ha due figli: 
- al-Jawhara
- Khalid

## Ascendenza
|                           |                              |                                 | Genitori                       |  |  | Nonni |  |  | Bisnonni                  |  |  | Trisnonni                  |  |
|                           |                              |                                 |                                |  |  |       |  |  | Mubarak Al-Sabah Al-Sabah |  |  | Sabah II Al-Jabir Al-Sabah |  |
|                           |                              |                                 |                                |  |  |       |  |  | Mubarak Al-Sabah Al-Sabah |  |  | Sabah II Al-Jabir Al-Sabah |  |
|                           |                              | Luluwa bint Muhammad Al-Thaqib  |                                |  |  |       |  |  | Mubarak Al-Sabah Al-Sabah |  |  |                            |  |
| Hamad Al-Mubarak Al-Sabah |                              |                                 |                                |  |  |       |  |  | Mubarak Al-Sabah Al-Sabah |  |  |                            |  |
|                           |                              | Hassa bint Falah Al-Hathlin     | Falah bin Rakan Al-Hathlin     |  |  |       |  |  |                           |  |  |                            |  |
|                           |                              | Hassa bint Falah Al-Hathlin     | Falah bin Rakan Al-Hathlin     |  |  |       |  |  |                           |  |  |                            |  |
|                           |                              | Hassa bint Falah Al-Hathlin     | …                              |  |  |       |  |  |                           |  |  |                            |  |
| Khalid Al-Hamad Al-Sabah  |                              | Hassa bint Falah Al-Hathlin     |                                |  |  |       |  |  |                           |  |  |                            |  |
|                           |                              | Sabah Al-Muhammad Al-Sabah      | Muhammad Al-Sabah              |  |  |       |  |  |                           |  |  |                            |  |
|                           |                              | Sabah Al-Muhammad Al-Sabah      | Muhammad Al-Sabah              |  |  |       |  |  |                           |  |  |                            |  |
|                           |                              | Sabah Al-Muhammad Al-Sabah      | …                              |  |  |       |  |  |                           |  |  |                            |  |
| Hassa bint Sabah Al-Sabah |                              | Sabah Al-Muhammad Al-Sabah      |                                |  |  |       |  |  |                           |  |  |                            |  |
|                           |                              | …                               | …                              |  |  |       |  |  |                           |  |  |                            |  |
|                           |                              | …                               | …                              |  |  |       |  |  |                           |  |  |                            |  |
|                           |                              | …                               | …                              |  |  |       |  |  |                           |  |  |                            |  |
| Sabah Al-Khalid Al-Sabah  |                              | …                               |                                |  |  |       |  |  |                           |  |  |                            |  |
|                           | Jabir II Al-Mubarak Al-Sabah | Mubarak Al-Sabah Al-Sabah       |                                |  |  |       |  |  |                           |  |  |                            |  |
|                           | Jabir II Al-Mubarak Al-Sabah | Mubarak Al-Sabah Al-Sabah       |                                |  |  |       |  |  |                           |  |  |                            |  |
|                           | Jabir II Al-Mubarak Al-Sabah | Shaikha bint Duaji Al-Sabah     |                                |  |  |       |  |  |                           |  |  |                            |  |
| Ahmad I Al-Jabir Al-Sabah | Jabir II Al-Mubarak Al-Sabah |                                 |                                |  |  |       |  |  |                           |  |  |                            |  |
|                           |                              | Sheikha bint Abd Allah Al-Sabah | Abd Allah II Al-Sabah Al-Sabah |  |  |       |  |  |                           |  |  |                            |  |
|                           |                              | Sheikha bint Abd Allah Al-Sabah | Abd Allah II Al-Sabah Al-Sabah |  |  |       |  |  |                           |  |  |                            |  |
|                           |                              | Sheikha bint Abd Allah Al-Sabah | …                              |  |  |       |  |  |                           |  |  |                            |  |
| Moza bint Ahmad Al-Sabah  |                              | Sheikha bint Abd Allah Al-Sabah |                                |  |  |       |  |  |                           |  |  |                            |  |
|                           |                              | …                               | …                              |  |  |       |  |  |                           |  |  |                            |  |
|                           |                              | …                               | …                              |  |  |       |  |  |                           |  |  |                            |  |
|                           |                              | …                               | …                              |  |  |       |  |  |                           |  |  |                            |  |
| Hassa Al-Fares            |                              | …                               |                                |  |  |       |  |  |                           |  |  |                            |  |
|                           |                              | …                               | …                              |  |  |       |  |  |                           |  |  |                            |  |
|                           |                              | …                               | …                              |  |  |       |  |  |                           |  |  |                            |  |
|                           |                              | …                               | …                              |  |  |       |  |  |                           |  |  |                            |  |
|                           |                              | …                               |                                |  |  |       |  |  |                           |  |  |                            |  |